# Mlýnek (Žižice)
Mlýnek je drobná osada na pravém břehu Červeného potoka, zhruba 4 km východně od Slaného. Představuje jednu ze dvou základních sídelních jednotek místní části Drnov v rámci obce Žižice v okrese Kladno, kraj Středočeský. V roce 2001 osada čítala 8 domů a 4 stálé obyvatele.
Ve stráni nad osadou se nachází bunkr IX.b/43/A předválečného opevnění tzv. Pražské čáry, dnes zrestaurovaný do stavu z roku 1938 coby součást Vojenského skanzenu Smečno. Jde o jediný dochovaný objekt lehkého opevnění vz. 36 ve středních Čechách.